# 黃亞生 (越南共和國上校)
黃亞生（1902年3月19日—1975年5月2日），書名黃福盛，乳名亞生，越南軍人、政治家。越南客家人，祖籍防城黃欖壩鄉，曾任越南北部農族自治區領導人、越南共和國軍隊上校和越南共和國國會參議員。

## 生平
黃亞生1902年3月19日出生於海寧省河檜縣汛迷村（Tấn Mài）（今屬廣寧省海河縣廣德社）。
1957年退伍。
1967年9月3日，黃亞生當選越南共和國參議員。
1975年5月2日逃離越南時在長春號（Trường Xuân）船上因病逝世。
1975年7月4日，已化成乾屍的遺體在長春號抵達香港後被發現，遺體其後於同年7月10日在歌連臣角火葬場火化。

## 家庭
黃亞生妻子廖氏珍是越南平遼縣人，共有兒女11位，８男３女：

### 兒子
- 長子黃家福（Hoàng Gia Phúc），通稱“A Sáng”，病逝硭街；
- 次子黃家球（Hoàng Gia Cầu），又名Vòng-A-Nhì，爲越南共和國軍隊上校，1975年後被監禁12年，後移居美國[9][10]；
- 三子黃家泰（Hoàng Gia Thái ）在潭河到硭街的航船上遇難身亡；
- 四子黃家貴（Hoàng Gia Quý）早夭；
- 五子黃家銓（Hoàng Gia Thuyên）任海寧縣警長期間去世；
- 六子黃家壽（Hoàng Gia Thọ）早夭；
- 七子黃家琪（Hoàng Gia Kỳ）爲越南共和軍上尉、西貢議員，後移居美國；
- 八子黃家瑞（Hoàng Gia Thuỵ），滯留越南；

### 女兒
- 長女黃家馨（Hoàng Gia Hinh）嫁給李姓男人（前中學校長，西貢華人富豪），移居台灣任職于僑委會；
- 次女黃家秀（Hoàng Gia Tú）嫁給陳姓男人，移居香港營商；
- 三女黃家珍（Hoàng Gia Trân）滯留越南。[2][11]

## 外部鏈接
- 長春號相關文件（含黃亞生死亡證明）（页面存档备份，存于）
- 長春號相關文件、報道（含黃亞生死亡證明） （页面存档备份，存于）